# Свердловский район (Орловская область)
Свердло́вский райо́н — административно-территориальная единица (район) и муниципальное образование (муниципальный район) в Орловской области России.
Административный центр — посёлок городского типа Змиёвка.

## География
Район расположен в центральной части Орловской области. Площадь 1061,4 км².  Граничит с Орловским, Залегощенским, Покровским, Малоархангельским, Глазуновским и Кромским районами. Основные реки — Неручь, Оптуха, Рыбница.

## История
Район образован 30 июля 1928 года с центром в п. Змиёвка в составе Орловского округа Центрально-Чернозёмной области.
13 июня 1934 года после ликвидации Центрально-Чернозёмной области район вошёл в состав вновь образованной Курской области.
27 сентября 1937 года район вошёл в состав вновь образованной Орловской области.
В феврале 1963 года был образован Свердловский промышленный район, в который вошли рабочий посёлок Змиёвка и города Дмитровск и Малоархангельск; сельские поселения Свердловского района преобразованы в Свердловский сельский район, в который также включены территории упразднённых Глазуновского и Покровского районов.
12 января 1965 года упразднено деление на сельские и промышленные районы; Свердловский, Глазуновский и Покровский районы были восстановлены.

## Население
| 1959    | 1970    | 1979    | 1989    | 2002    | 2009    | 2010    | 2012    | 2013    |
| ------- | ------- | ------- | ------- | ------- | ------- | ------- | ------- | ------- |
| 31 632  | ↘27 159 | ↘21 594 | ↘19 223 | ↘18 070 | ↘17 596 | ↘16 311 | ↘16 275 | ↘16 166 |
| 2014    | 2015    | 2016    | 2017    | 2018    | 2019    | 2020    | 2021    | 2023    |
| ↘15 851 | ↘15 555 | ↘15 354 | ↘15 204 | ↘15 103 | ↘14 964 | ↘14 803 | ↘13 660 | ↘13 382 |

### Урбанизация
В городских условиях (пгт Змиёвка) проживают 36,76 % населения района.

### Национальный состав
По итогам переписи населения 2020 года проживали следующие национальности (национальности менее 0,1 % и другое, см. в сноске к строке «Другие»):
| Национальность | Численность, чел. | Доля     |
| -------------- | ----------------- | -------- |
| Русские        | 12 765            | 93,45 %  |
| Армяне         | 144               | 1,05 %   |
| Украинцы       | 57                | 0,42 %   |
| Даргинцы       | 45                | 0,33 %   |
| Азербайджанцы  | 33                | 0,24 %   |
| Таджики        | 20                | 0,15 %   |
| Татары         | 18                | 0,13 %   |
| Другие         | 578               | 4,23 %   |
| Итого          | 13 660            | 100,00 % |

## Административно-муниципальное устройство
Свердловский район в рамках административно-территориального устройства включает 7 сельсоветов и 1 посёлок городского типа.
В рамках организации местного самоуправления на территории района созданы 8 муниципальных образований, в том числе 1 городское и 7 сельских поселений:
| № | Муниципальное образование          | Административный центр | Количество населённых пунктов | Население (чел.) | Площадь (км²) |
| - | ---------------------------------- | ---------------------- | ----------------------------- | ---------------- | ------------- |
| 1 | Городское поселение Змиёвка        | пгт Змиёвка            | 1                             | ↘4919            | 7,55          |
| 2 | Богодуховское сельское поселение   | село Богодухово        | 12                            | ↘703             | 157,16        |
| 3 | Котовское сельское поселение       | деревня Котовка        | 12                            | ↘2071            | 117,04        |
| 4 | Кошелёвское сельское поселение     | деревня Кошелёво       | 15                            | ↘688             | 137,47        |
| 5 | Красноармейское сельское поселение | посёлок Куракинский    | 19                            | ↘1646            | 178,89        |
| 6 | Никольское сельское поселение      | село Никольское        | 22                            | ↘1062            | 209,86        |
| 7 | Новопетровское сельское поселение  | деревня Новопетровка   | 11                            | ↘596             | 99,18         |
| 8 | Яковлевское сельское поселение     | деревня Яковлево       | 20                            | ↘1697            | 149,10        |

## Населённые пункты
В Свердловском районе 112 населённых пунктов.
| №   | Населённый пункт      | Тип     | Население | Муниципальное образование          |
| --- | --------------------- | ------- | --------- | ---------------------------------- |
| 1   | Аболмазово            | деревня | 26        | Никольское сельское поселение      |
| 2   | Алёновка              | деревня | 6         | Котовское сельское поселение       |
| 3   | Алисово               | деревня | 20        | Богодуховское сельское поселение   |
| 4   | Анненский Лазавец     | деревня | ↘68       | Никольское сельское поселение      |
| 5   | Ануфриево             | деревня | 6         | Никольское сельское поселение      |
| 6   | Апухтино              | деревня | 9         | Никольское сельское поселение      |
| 7   | Афанасьевка           | деревня | 9         | Новопетровское сельское поселение  |
| 8   | Барановка             | деревня | ↘54       | Кошелёвское сельское поселение     |
| 9   | Барыковка             | деревня | 21        | Яковлевское сельское поселение     |
| 10  | Беклемищево           | деревня | 4         | Кошелёвское сельское поселение     |
| 11  | Берёзовка             | деревня | 21        | Красноармейское сельское поселение |
| 12  | Богодухово            | село    | ↘519      | Богодуховское сельское поселение   |
| 13  | Богородицкое          | село    | ↘128      | Красноармейское сельское поселение |
| 14  | Богородицкое          | деревня | 25        | Новопетровское сельское поселение  |
| 15  | Бонки                 | деревня | 5         | Новопетровское сельское поселение  |
| 16  | Борисовка             | деревня | 4         | Красноармейское сельское поселение |
| 17  | Борисоглебское        | село    | ↗352      | Красноармейское сельское поселение |
| 18  | Братское              | деревня | ↘309      | Котовское сельское поселение       |
| 19  | Васильевка            | деревня | ↘150      | Богодуховское сельское поселение   |
| 20  | Волниково             | деревня | 0         | Богодуховское сельское поселение   |
| 21  | Гагаринка             | деревня | 33        | Яковлевское сельское поселение     |
| 22  | Глебово               | деревня | 1         | Кошелёвское сельское поселение     |
| 23  | Голятиха              | посёлок | 1         | Красноармейское сельское поселение |
| 24  | Городище              | деревня | ↘184      | Богодуховское сельское поселение   |
| 25  | Гостиново             | деревня | ↘299      | Яковлевское сельское поселение     |
| 26  | Давыдово              | деревня | 68        | Яковлевское сельское поселение     |
| 27  | Дебежево              | деревня | 5         | Яковлевское сельское поселение     |
| 28  | Долгое                | деревня | 66        | Яковлевское сельское поселение     |
| 29  | Домнино               | деревня | ↗230      | Новопетровское сельское поселение  |
| 30  | Дурново               | деревня | 45        | Яковлевское сельское поселение     |
| 31  | Егорьевка             | деревня | ↗110      | Красноармейское сельское поселение |
| 32  | Еропкино-Боковое      | деревня | ↘9        | Яковлевское сельское поселение     |
| 33  | Еропкино-Большак      | деревня | ↗451      | Яковлевское сельское поселение     |
| 34  | Заречье               | посёлок | 5         | Никольское сельское поселение      |
| 35  | Заря                  | деревня | 1         | Богодуховское сельское поселение   |
| 36  | Змиёвка               | пгт     | ↘4919     | городское поселение Змиёвка        |
| 37  | Змиёво                | село    | ↘61       | Никольское сельское поселение      |
| 38  | Знаменское            | село    | ↘199      | Никольское сельское поселение      |
| 39  | Калинник              | деревня | 7         | Никольское сельское поселение      |
| 40  | Козьминское           | село    | ↗295      | Кошелёвское сельское поселение     |
| 41  | Константиновка        | деревня | 4         | Котовское сельское поселение       |
| 42  | Котовка               | деревня | ↗367      | Котовское сельское поселение       |
| 43  | Кошелёво              | деревня | ↘163      | Кошелёвское сельское поселение     |
| 44  | Красная Дача          | посёлок | 22        | Кошелёвское сельское поселение     |
| 45  | Красная Роща          | посёлок | 41        | Никольское сельское поселение      |
| 46  | Красная Рыбница       | деревня | ↗322      | Кошелёвское сельское поселение     |
| 47  | Кулига                | посёлок | 0         | Никольское сельское поселение      |
| 48  | Куракинский           | посёлок | ↘493      | Красноармейское сельское поселение |
| 49  | Куракинский Разъезд   | посёлок | 14        | Красноармейское сельское поселение |
| 50  | Лисий                 | посёлок | 1         | Красноармейское сельское поселение |
| 51  | Лукино                | деревня | 24        | Богодуховское сельское поселение   |
| 52  | Лыково                | деревня | 0         | Никольское сельское поселение      |
| 53  | Малорыбинка           | деревня | 5         | Никольское сельское поселение      |
| 54  | Марьевка              | деревня | ↘169      | Котовское сельское поселение       |
| 55  | Масаловка             | деревня | 18        | Новопетровское сельское поселение  |
| 56  | Миловка               | деревня | 6         | Красноармейское сельское поселение |
| 57  | Михайловка            | деревня | 1         | Богодуховское сельское поселение   |
| 58  | Морозовский           | посёлок | ↘559      | Котовское сельское поселение       |
| 59  | Надежда               | деревня | 20        | Яковлевское сельское поселение     |
| 60  | Нахлёстово            | деревня | ↘165      | Котовское сельское поселение       |
| 61  | Нива                  | посёлок | 5         | Котовское сельское поселение       |
| 62  | Никитовка             | деревня | 5         | Красноармейское сельское поселение |
| 63  | Никольское            | село    | ↘571      | Никольское сельское поселение      |
| 64  | Никольское Второе     | деревня | 0         | Яковлевское сельское поселение     |
| 65  | Никуличи              | деревня | ↗198      | Новопетровское сельское поселение  |
| 66  | Новая Деревня         | деревня | 0         | Котовское сельское поселение       |
| 67  | Новопетровка          | деревня | ↗237      | Новопетровское сельское поселение  |
| 68  | Новослободка          | деревня | 1         | Богодуховское сельское поселение   |
| 69  | Озёрки                | деревня | 13        | Новопетровское сельское поселение  |
| 70  | Озерна                | деревня | 13        | Никольское сельское поселение      |
| 71  | Оловянниково          | деревня | 0         | Богодуховское сельское поселение   |
| 72  | Ольгино               | деревня | 9         | Кошелёвское сельское поселение     |
| 73  | Пенькозаводской       | посёлок | 25        | Кошелёвское сельское поселение     |
| 74  | Песчаный              | посёлок | 0         | Красноармейское сельское поселение |
| 75  | Петрово               | деревня | 53        | Новопетровское сельское поселение  |
| 76  | Петровский            | посёлок | 19        | Яковлевское сельское поселение     |
| 77  | Плоское               | село    | ↗222      | Никольское сельское поселение      |
| 78  | Плота                 | деревня | ↘60       | Никольское сельское поселение      |
| 79  | Плоты                 | деревня | 1         | Новопетровское сельское поселение  |
| 80  | Поздеево              | деревня | ↘212      | Красноармейское сельское поселение |
| 81  | Преображенское        | село    | ↘97       | Красноармейское сельское поселение |
| 82  | Приятное              | деревня | 12        | Кошелёвское сельское поселение     |
| 83  | Разбегаевка           | деревня | ↘479      | Котовское сельское поселение       |
| 84  | Репка                 | посёлок | 21        | Никольское сельское поселение      |
| 85  | Реутово               | деревня | 6         | Никольское сельское поселение      |
| 86  | Ржавец                | деревня | 0         | Никольское сельское поселение      |
| 87  | Роща                  | посёлок | 12        | Никольское сельское поселение      |
| 88  | Сандровка             | деревня | 30        | Красноармейское сельское поселение |
| 89  | Слобода               | деревня | 5         | Кошелёвское сельское поселение     |
| 90  | Соколаевка            | деревня | 22        | Яковлевское сельское поселение     |
| 91  | Сорочьи Кусты         | деревня | 14        | Котовское сельское поселение       |
| 92  | Спасское              | деревня | 8         | Богодуховское сельское поселение   |
| 93  | Старое Горохово       | деревня | 36        | Кошелёвское сельское поселение     |
| 94  | Степановка            | деревня | ↗210      | Красноармейское сельское поселение |
| 95  | Степное               | деревня | 1         | Яковлевское сельское поселение     |
| 96  | Суры                  | деревня | 0         | Кошелёвское сельское поселение     |
| 97  | Тагино                | деревня | 6         | Яковлевское сельское поселение     |
| 98  | Троицкое              | село    | 7         | Кошелёвское сельское поселение     |
| 99  | Тургеневский          | посёлок | 0         | Кошелёвское сельское поселение     |
| 100 | Фёдоровка             | деревня | 73        | Новопетровское сельское поселение  |
| 101 | Философово            | село    | ↘159      | Никольское сельское поселение      |
| 102 | Философовский Лазавец | деревня | 1         | Никольское сельское поселение      |
| 103 | Фроловка              | деревня | 14        | Богодуховское сельское поселение   |
| 104 | Хвощино               | деревня | 152       | Яковлевское сельское поселение     |
| 105 | Хлюпино               | посёлок | 32        | Котовское сельское поселение       |
| 106 | Хорошевский           | посёлок | ↘203      | Красноармейское сельское поселение |
| 107 | Хотетово              | деревня | ↗450      | Яковлевское сельское поселение     |
| 108 | Цуканы                | деревня | 18        | Яковлевское сельское поселение     |
| 109 | Чибисы                | деревня | 47        | Яковлевское сельское поселение     |
| 110 | Шамшино               | деревня | 37        | Красноармейское сельское поселение |
| 111 | Экономичено           | деревня | 8         | Красноармейское сельское поселение |
| 112 | Яковлево              | деревня | ↘321      | Яковлевское сельское поселение     |

### Упразднённые населённые пункты
- 2004 год — деревня Пирожково[27]

## Экономика
- ООО «Змиёвский мясокомбинат»
- ООО «Авангард-Агро-Орел»
- АПК «Свердловский»
- АО «Сельхозинвест»

## Образование
В районе функционируют  19 образовательных учреждений: 6 средних общеобразовательных школ, 7 основных общеобразовательных школ, 2 дошкольных образовательных учреждения, центр творчества для детей, детско-юношеская спортивная школа.

## Здравоохранение
Медицинское обслуживание населения осуществляет БУЗ «Свердловская ЦРБ», Никольская амбулатория и 22  фельдшерско-акушерских пункта.

## Культура
В районе действуют 20 домов культуры, 16 библиотек, историко-краеведческий музей, детская школа искусств.

## Жилищно-коммунальное хозяйство
В сфере ЖКХ района функционируют 4 предприятия, которые обеспечивают население района водой, занимаются водоотведением, осуществляют вывоз мусора, ремонтируют жилье – это МУП «Коммунальщик», ООО «Жилсервис», МУП «Свердловский», МУП «Тепловик».

## Транспорт
Через район проходит федеральная автодорога Р119 «Орёл—Ливны—Елец—Липецк—Тамбов».

## Известные уроженцы
- Благинина, Елена Александровна (1903–1989) — русская советская поэтесса и переводчица.
- Лесков, Николай Семёнович (1831–1895) — русский писатель.
- Сучков, Борис Захарович (1904–1965) — советский военный деятель, Полковник (1942 год).
- Жадов, Алексей Семёнович (1901–1977) – советский военачальник, командующий армиями в годы Великой Отечественной войны, первый заместитель главнокомандующего Сухопутными войсками, генерал армии (1955). Герой Советского Союза (1945).
- Вольнов, Иван Егорович (1885–1931) — русский писатель.
- Патенков, Иван Михайлович (1909—1965) — прозаик, драматург.